# Iasînuvatka, Oleksandria
Iasînuvatka (în ucraineană Ясинуватка) este un sat în comuna Bandurivka din raionul Oleksandria, regiunea Kirovohrad, Ucraina.

## Demografie
Componența lingvistică a localității Iasînuvatka
     Ucraineană (98,63%)
     Rusă (1,37%)
Conform recensământului din 2001, majoritatea populației localității Iasînuvatka era vorbitoare de ucraineană (98,63%), existând în minoritate și vorbitori de rusă (1,37%).